# Didius Julianus
Didius Julianus (tiếng Latin: Marcus Didius Severus Julianus Augustus; 30 tháng 1 năm 133 hoặc 2 tháng 2 năm 137 – 1 tháng 6 năm 193), là Hoàng đế La Mã trong ba tháng vào năm 193. Ông lên ngôi sau khi mua chuộc lực lượng cận vệ hoàng gia, những người đã ám sát Pertinax – vị vua tiền nhiệm của ông. Điều này dẫn đến cuộc nội chiến La Mã từ năm 193–197. Julianus bị lật đổ và bị kết án tử hình bởi người kế nhiệm ông, Septimius Severus.

## Thời niên thiếu
Julianus được sinh ra bởi Quintus Petronius Didius Severus và Aemilia Clara. Cha của Julianus đến từ một gia đình cao quý ở Mediolanum (Milan) và mẹ là một phụ nữ châu Phi, người gốc La Mã. Clara đến từ một gia đình thuộc hàng ngũ chấp chính quan. Anh em của ông là Didius Proculus và Didius Nummius Albinus. Ngày sinh của ông được cho là ngày 30 tháng 1 năm 133 theo Cassius Dio và 2 tháng 2 năm 137 theo Augusta Historia. Didius Julianus được nuôi dưỡng bởi Domitia Lucilla, mẹ của hoàng đế La Mã Marcus Aurelius với sự giúp đỡ Domitia, ông được bổ nhiệm ở độ tuổi rất trẻ làm vigintivirate, bước đầu tiên để bước vào đời sống chính trị. Ông kết hôn với một người phụ nữ la Mã tên là Manlia Scantilla và khoảng năm 153, Scantilla sinh cho ông một người con gái và là người con duy nhất Didia Clara.

## Sự nghiệp
Ông đã liên tiếp nắm giữ các chức vụ như quan coi quốc khố, và sau đó là quan thị chính, và sau đó khoảng năm 162 Julianus giữ chức pháp quan. Ông đã được đề cử làm tướng chỉ huy quân đoàn Legio XXII Primigenia ở Mogontiacum (nay là Mainz). Bắt đầu từ năm 170, ông trở thành toàn quyền của Belgica Gallia trong năm năm. Như là phần thưởng cho kỹ năng và sự dũng cảm khi đàn áp một cuộc khởi nghĩa của người Chauci, một bộ lạc bên sông Elbe, ông đã được thăng lên chức chấp chính quan năm 175, cùng với Pertinax. Ông cũng tạo được sự nổi bật cho chính mình trong một chiến dịch chống lại người Chatti, cai trị Dalmatia  và Hạ Germania, và sau đó đã được thăng làm thái thú chịu trách nhiệm phân phối tiền cho người nghèo của Ý  trong thời gian này ông bị buộc tội có âm mưu chống lại cuộc sống của Commodus. Nhưng ông đã may mắn được tuyên bố trắng án, và chứng kiến sự trừng phạt kẻ kiện mình. Ông cũng cai quản Bithynia, và kế tục Pertinax làm tổng đốc tỉnh châu Phi.

## Vươn tới quyền lực
Sau khi giết Pertinax (28 tháng 3 năm 193), những kẻ ám sát của lực lượng cận vệ pháp quan thông báo rằng ngai vàng sẽ được bán cho người đàn ông nào trả giá cao nhất. Titus Flavius Sulpicianus, thái thú của thành phố và cha vợ của hoàng đế bị giết, tại thời điểm đó ở trong trại mà ông đã được phái đến để xoa dịu quân đội, bắt đầu thực hiện việc thương thảo. Julianus, đã được xúi giục trong một bữa tiệc bởi người vợ và con gái của ông, đến đó trong sự vội vàng, và không thể vào trại, đứng trước cửa, và lớn tiếng cạnh tranh việc ban thưởng. Khi cuộc đấu giá bắt đầu, những người lính nói với hai đối thủ cạnh tranh, một trong thành lũy, một bên ngoài, số tiền được đề nghị bởi đối thủ của ông ta. Cuối cùng Sulpicianus hứa thưởng 20.000 sesterces cho mỗi người lính; Julianus, vì sợ rằng Sulpicianus sẽ giành được ngai vàng, sau đó đề nghị 25.000. Lực lượng vệ binh hoàng gia ngay lập tức chấp nhận với đề nghị của Julianus, mở tung các cánh cửa, đón chào ông bằng tên của Commodus, và tuyên bố ông là hoàng đế. Bị sự đe dọa của quân đội, viện nguyên lão đã tuyên bố ông là hoàng đế. Vợ ông và con gái của ông đều nhận được danh hiệu Augusta.

## Triều đại

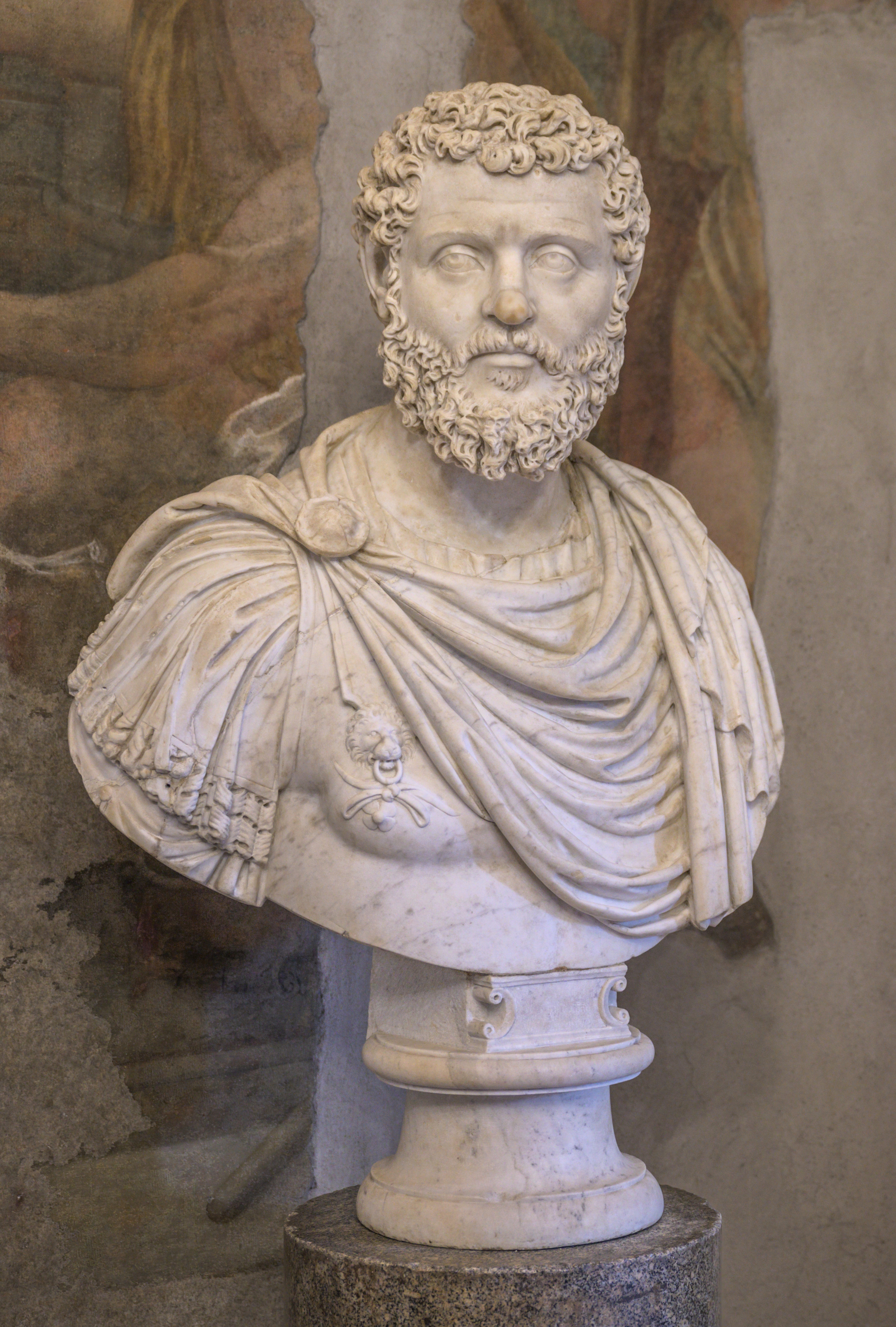
Tượng bán thân của Didius Iulianus tại Bảo tàng Capitolini

Ngay khi lên kế vị ngai vàng, Julianus lập tức giảm giá trị đồng tiền La Mã, giảm độ tinh khiết bạc của đồng tiền bằng bạc từ 87% xuống 81,5% – trọng lượng bạc thực tế giảm từ 2,75 gram xuống 2,40 gram Sau khi những hỗn loạn ban đầu lắng xuống, dân chúng đã không cam chịu quy phục nỗi ô nhục đã mang tới cho Rome . Bất cứ khi nào Julianus xuất hiện ở nơi công cộng, ông đã được chào đón bằng những tiếng rên rỉ, những câu nguyền rủa, và những tiếng la hét "tên cướp và kẻ phản quốc." Đám đông đã cố gắng cản trở con đường của ông tới đồi Capitol, và thậm chí ném đá ném đất vào ông ta.
Khi tin tức về sự tức giận của công chúng ở Rome lan truyền trên toàn đế quốc, các tướng Pescennius Niger ở Syria, Septimius Severus ở Pannonia, và Clodius Albinus ở Anh, mỗi người có ba quân đoàn dưới quyền chỉ huy của mình, từ chối công nhận triều đại của Julianus. Julianus tuyên bố Severus một kẻ thù của quốc gia bởi vì ông là những kẻ thù nguy hiểm nhất và gần nhất và do đó ông đã phái những nguyên lão từ viện nguyên lão nhằm thuyết phục những người lính từ bỏ ông ta; một vị tướng mới được đề cử để thay thế cho Severus, và một đội trưởng đã được phái đến giết Severus.